# Кемер (Уїльський район)
Кеме́р (каз. Кемер) — село у складі Уїльського району Актюбінської області Казахстану. Адміністративний центр Саралжинського сільського округу.
У радянські часи село називалось Саралжин.
Населення — 917 осіб (2021; 1045 у 2009, 1290 у 1999, 1359 у 1989).